# Cosimo II de' Medici
Cosimo II de' Medici (Firenze, 12 maggio 1590 – Firenze, 28 febbraio 1621), figlio di Ferdinando I de' Medici e di Cristina di Lorena, fu il quarto granduca di Toscana dal 1609 al 1621, anno della sua morte.
Durante gran parte dei suoi undici anni di regno, delegò perlopiù l'amministrazione della Toscana ai suoi ministri. È noto in particolare per essere stato il patrono di Galileo Galilei, suo tutore in giovinezza.

## Biografia

### Giovinezza

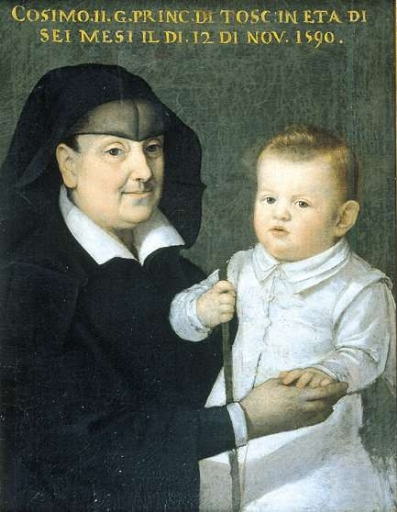
Il giovane principe Cosimo de' Medici ritratto con la governante Costanza della Gherardesca nel 1590

Cosimo II era il figlio primogenito del granduca di Toscana Ferdinando I de' Medici e di sua moglie Cristina di Lorena, figlia del duca Carlo III. Fin da piccolo ricevette un'educazione moderna e scientifica, improntata a fornirgli ampie conoscenze in tutti i campi, sperimentando in particolare la cultura classica, la cosmografia, il disegno, la matematica, la meccanica, la danza, oltre allo studio di diverse lingue quali il tedesco ed il castigliano, che parlava fluentemente. Tra il 1605 e il 1608 ebbe come precettore anche Galileo Galilei e fu questo l'inizio di una grande amicizia che durò fino alla prematura scomparsa di Cosimo II. 
Nel 1606 il Galilei gli dedicò le sue "Operazioni del compasso geometrico et militare", un trattato sull'uso e l'utilità del compasso. Cosimo ricevette anche un'adeguata preparazione militare e cavalleresca sotto la guida di Silvio Piccolomini, gran connestabile dell'Ordine di Santo Stefano e già generale delle artiglierie granducali, che lo avviò all'equitazione ed alla caccia. Altri suoi insegnanti in giovinezza furono il letterato senese Celso Cittadini ed il fiorentino Piero di Giovanni Francesco Rucellai.
Il padre Ferdinando, sempre alla ricerca di un equilibrio tra Francia e Spagna, che aveva sposato una principessa francese, scelse come sposa per il giovane Cosimo la sorella della regina di Spagna, l'arciduchessa Maria Maddalena d'Austria: il matrimonio, celebrato con grande fasto a Firenze nel 1608, fu felice e allietato dalla nascita di ben otto figli. Alla cerimonia fece seguito la rappresentazione delle Argonautiche direttamente sulle acque dell'Arno.

### Granduca di Toscana
Nel 1609 moriva Ferdinando I e il figlio saliva al trono appena diciannovenne; la sua salute era però già minata dalla tubercolosi e il nuovo granduca, conscio della propria debolezza fisica e dall'insorgere anche di una malattia di stomaco, dal 1614 delegò gran parte degli affari di Stato al primo ministro Belisario Vinta e a molti familiari potenti a corte, tra cui la moglie, il fratello Francesco, lo zio Giovanni (figlio naturale di Cosimo I) e soprattutto sua madre.
Merito del granduca, conscio delle proprie cagionevoli condizioni di salute, fu di favorire la nascita di una collaborazione tra i numerosi figli, in modo che il primogenito Ferdinando II de' Medici non si trovasse ad affrontare la pesante eredità del governare da solo. Inoltre, Cosimo II diede precise disposizioni per la reggenza successiva (niente incarichi a stranieri, non tenere confessori a corte che non fossero francescani, non toccare il tesoro granducale), affidata alla madre Cristina ed alla moglie Maria Maddalena fino alla maggiore età del principe ereditario Ferdinando, che però non furono rispettate dalle due donne.
Cosimo II mantenne sempre un grande interesse per la scienza e fu amico e protettore di Galileo Galilei: nel 1610 lo scienziato pisano fu richiamato in patria, dove ottenne una cattedra all'Università di Pisa senza obbligo di lezioni e fu nominato Filosofo e Matematico di corte. In tale occasione, Galileo pensò bene di ringraziare il Granduca dedicandogli il "Sidereus Nuncius" e chiamando "medicea sidera" (astri medicei) i quattro satelliti di Giove da lui scoperti. Nel 1616, in occasione di un primo tentativo dell'Inquisizione di condannare lo scienziato, Cosimo II fu determinato nel sottrarre il celebre suddito alla giustizia romana.

#### Politica estera
La politica estera sotto il regno di Cosimo II fu un continuo destreggiarsi tra Spagna e Francia nel tentativo di non entrare in nessun conflitto, ma ciò con scarsi risultati. Infatti, Cosimo II fu costretto a cospicue donazioni sia in truppe che in denaro in favore degli spagnoli e del nipote Ferdinando Gonzaga (figlio di una sua cugina) durante la guerra di successione di Mantova: nel 1613, durante la prima invasione di Carlo Emanuele di Savoia nel Monferrato, Cosimo II si impegnò ad inviare ai Gonzaga un aiuto militare, ma i contingenti toscani vennero bloccati dall'intervento degli estensi e del pontefice al passaggio sulle loro terre, giungendo in ritardo sul campo di battaglia quando ormai gli scontri erano terminati. Successivamente (1614-18), prestò denaro e uomini agli spagnoli nel corso delle guerre combattute dal Ducato di Milano, ancora una volta contro Carlo Emanuele di Savoia, in adempimento di una sudditanza di tipo feudale che egli nutriva nei confronti della Spagna. Nel 1617 fece la scelta di intervenire una seconda volta al fianco di Ferdinando Gonzaga in occasione della seconda invasione sabauda del Monferrato.
Sempre nel 1617, Cosimo II venne chiamato ad intervenire nella crisi di rapporti scoppiata tra Luigi XIII di Francia e la madre, Maria de' Medici, in relazione all'assassinio del consigliere francese di origini toscane Concino Concini. Il sovrano francese richiese alla morte del traditore la confisca dei beni che la famiglia Concini possedeva a Firenze, richiesta a cui Cosimo II non poté opporre il proprio rifiuto, ma quando il re di Francia deliberatamente decise di catturare dei vascelli toscani ormeggiati in Provenza in segno di rappresaglia, Cosimo procedette con la confisca di quelli provenzali di stanza a Livorno. I contrasti col tempo si smorzarono e la questione si risolse positivamente per la Toscana.
Nel 1619 il granduca ottenne la richiesta di aiuto da parte dell'imperatore e per lui riuscì a reclutare un reggimento da inviare in Germania a spese dello stato toscano il quale, pur non dimostrandosi risolutivo nella Guerra dei Trent'anni, costituì il pretesto per Cosimo di aspirare all'assegnazione del feudo di Piombino. Già dal 1621, però, il reggimento venne licenziato dalla corte imperiale e con questo atto terminarono anche le aspettative di Cosimo II.
Nel tentativo di perseguire il sentimento anti-ottomano nell'ideale cristiano di una nuova crociata contro i turchi e di aprire nuove rotte commerciali, prese parte con la marina toscana ad alcune spedizioni in Africa settentrionale che portarono alla conquista della fortezza di Disto in Negroponte e di quella di Elimano in Caramania. Cercò dal 1609 di appoggiare lo scià di Persia, Abbas il Grande, nel suo tentativo di mettere in crisi l'Impero ottomano, ma ancora una volta quest'operazione non ebbe successo anche a causa dei tentennamenti dello stesso Cosimo II, che non si sentiva pronto a condurre una guerra contro gli ottomani senza aver prima sentito il parere del papa e della Spagna in merito, senza contare il fatto che la liberazione di Gerusalemme sembrava ancora lontana dal poter essere realizzata con un manipolo di uomini.
Nonostante queste complicazioni in campo internazionale, il governo di Cosimo II fu saggio ed intelligente ed assicurò alla Toscana un periodo di benessere economico e di crescita demografica, malgrado alcuni anni di cattivi raccolti.

#### Politica interna
Cosimo II si dedicò assiduamente allo sviluppo della flotta toscana, guidata dall'ammiraglio Jacopo Inghirami, che in quegli anni si distinse in alcune azioni contro la flotta ottomana, e allo sviluppo del porto di Livorno, per il quale se da una parte riconfermò e ampliò le leggi del padre a favore dello sviluppo della nuova città, dall'altra ne ridimensionò i progetti troppo grandiosi per il bacino d'utenza, essenzialmente limitato al territorio granducale. Acquistò i feudi di Scansano e Castellottieri in Maremma, oltre a quello di Terrarossa in Lunigiana, ma dovette abbandonare i disegni di conquista del Principato di Piombino, dell'Isola d'Elba, di Pianosa e Montecristo dopo la morte di Jacopo VII Appiani nel 1603 (operazioni di recupero dei territori già iniziate da suo padre Ferdinando I). Malgrado gli intenti, l'investitura dei feudi passò a Isabella Appiani nel 1611 ed al marito di questa, Giorgio Mendoza, conte di Binasco, il quale volle garantire la successione alla sua famiglia una volta defunta la moglie. Cosimo II, deluso ed affranto anche dal comportamento dell'imperatore, che sembrava favorire l'investitura ad altri piuttosto che a lui, rinunciò al possesso dell'Elba anche quando il sovrano del Sacro Romano Impero gliela offrì in forma di pegno per un prestito di 500.000 ducati.
Cosimo II morì, poco più che trentenne, il 28 febbraio 1621. Gli successe il figlio Ferdinando.

#### Sfortunata politica matrimoniale

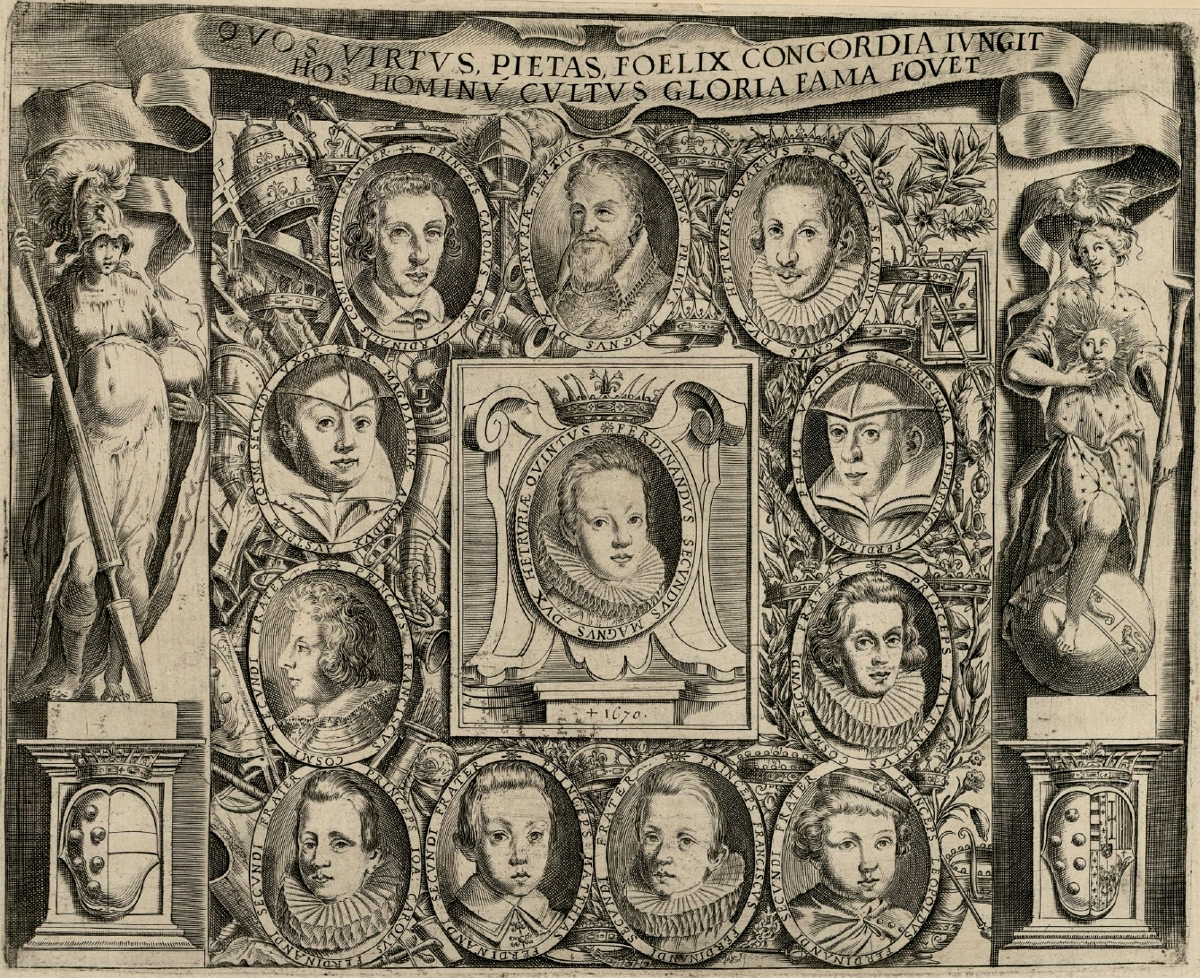
La famiglia di Ferdinando II de' Medici: in questa incisione è possibile notare lo stesso futuro Cosimo II attorniato dalle sorelle che furono al centro della sua sfortunata politica matrimoniale

Per le aspirazioni sue e della sua casata, Cosimo II fu sempre attento ad un'accorta politica matrimoniale mirata a ingrandire le fortune della sua casata, anche se queste operazioni il più delle volte non andarono a buon fine. Cosimo poteva vantare ben quattro sorelle in età da marito, che rappresentavano il terreno ideale per i suoi progetti. Nel 1611 curò personalmente le trattative con Carlo Emanuele I di Savoia con l'intento di far sposare il figlio di questi con una delle principesse toscane, non cogliendo però che il duca di Savoia aveva mire politiche ben più alte e che gravò inutilmente quest'unione con una serie di onerose richieste, come l'acquisto di numerose terre e feudi nel mantovano per concedere una degna dote alla sorella, intercedendo presso Maria de' Medici perché concedesse ai Savoia il paese di Vaud.
Inconcludente si dimostrò anche il progetto di matrimonio tra il principe Enrico del Galles e la sorella di Cosimo II, Caterina. Tale matrimonio venne fortemente supportato dal primo ministro inglese, Robert Cecil conte di Salisbury, nel 1611 e si era dimostrato anche gradito a re Giacomo I, il quale intravedeva la possibilità di legarsi ad una famiglia con profondi legami radicati in Europa, ricca e cattolica (era infatti un ideale del sovrano britannico restaurare il cattolicesimo in Inghilterra). Lo stesso Cosimo II fu concorde nel ritenere che alla sorella fosse concesso di professare liberamente la religione cattolica una volta integrata nella corte inglese, ma a questo processo si opposero il cardinale Bellarmino e papa Paolo V. A risolvere il problema diplomatico creatosi, intervenne la morte improvvisa del principe del Galles nel 1612.
Nel 1616 Cosimo II cercò di dare in sposa la sorella Eleonora a re Filippo III di Spagna, il quale era rimasto da poco vedovo ed era però restìo a intraprendere nuovi legami affettivi, ma il tutto si acquietò con la morte di Eleonora nel 1617. Cosimo II riuscì invece ad organizzare altri matrimoni che, sebbene meno illustri, furono duraturi e felici: sua sorella Caterina sposò nel 1617 Ferdinando Gonzaga, duca di Mantova, e l'altra sua sorella Claudia sposò nel 1621 il principe Federico Ubaldo Della Rovere, figlio di Francesco Maria II, duca d'Urbino.

#### Sepoltura
Nel 1857, durante una prima ricognizione delle salme dei Medici, così venne ritrovato il suo corpo:

## Discendenza
Cosimo II e Maria Maddalena ebbero otto figli, tra cui si ricordano il quinto Granduca di Toscana (Ferdinando II) e due cardinali (Giovan Carlo e Leopoldo).
| Ritratto | Nome                       | Nascita         | Morte             | Età alla morte | Note |
|          | Maria Cristina             | 24 agosto 1609  | 9 agosto 1632     | 22 anni        | Nata deforme o ritardata, fu battezzata solo il 21 novembre 1610. Venne rinchiusa nel Convento delle Monache di Santo Stefano, rinominato la Santissima Concezione nel 1619, ma non prese mai i voti.                                                                                      |
|          | Ferdinando (Ferdinando II) | 14 luglio 1610  | 23 maggio 1670    | 59 anni        | Mecenate della scienza e delle arti, fu il quinto Granduca di Toscana, dal 1621 alla morte. Morì per un ictus a seguito di un aggravamento dell'idropisia che da tempo lo affliggeva |
|          | Giovan Carlo               | 24 luglio 1611  | 23 gennaio 1663   | 51 anni        | Cardinale di Santa Romana Chiesa, creato il 14 novembre 1644 da papa Innocenzo X |
|          | Margherita                 | 31 maggio 1612  | 6 febbraio 1679   | 67 anni        | Sposò Odoardo I Farnese e fu come sua moglie Duchessa di Parma e Piacenza; rimasta vedova, fu reggente del Ducato di Parma e Piacenza per il figlio Ranuccio II, dal 1646 al 1648 |
|          | Mattias                    | 9 aprile 1613   | 11 ottobre 1667   | 54 anni        | Venne inizialmente avviato alla carriera ecclesiastica, ma smise l'abito per perseguire la carriera militare. Fu governatore di Siena in tre intervalli di tempo ed alternandosi con il fratello Leopoldo, rispettivamente dal 1629 al 1631, dal 1641 al 1642 e dal 1644 alla morte (1667) |
|          | Francesco                  | 16 ottobre 1614 | 25 luglio 1634    | 19 anni        | Destinato alla carriera militare, combatté nella battaglia di Lützen (1632), ma due anni dopo morì giovanissimo di peste durante l'assedio di Ratisbona (1634) |
|          | Anna                       | 21 luglio 1616  | 11 settembre 1676 | 60 anni        | Sposò Ferdinando Carlo d'Asburgo e fu, come sua moglie, arciduchessa dell'Austria Anteriore |
|          | Leopoldo                   | 6 novembre 1617 | 10 novembre 1675  | 58 anni        | Cardinale di Santa Romana Chiesa, creato il 12 dicembre 1667 da papa Clemente IX; fu, inoltre, governatore di Siena per due volte, sostituendo il fratello Mattias, rispettivamente dal 1636 al 1641 e dal 1643 al 1644                                                                    |

## Ascendenza
|                         |                       |                                  | Genitori                              |  |  | Nonni |  |  | Bisnonni                  |  |  | Trisnonni            |  |
|                         |                       |                                  |                                       |  |  |       |  |  | Giovanni dalle Bande Nere |  |  | Giovanni il Popolano |  |
|                         |                       |                                  |                                       |  |  |       |  |  | Giovanni dalle Bande Nere |  |  | Giovanni il Popolano |  |
|                         |                       | Caterina Sforza                  |                                       |  |  |       |  |  | Giovanni dalle Bande Nere |  |  |                      |  |
| Cosimo I de' Medici     |                       |                                  |                                       |  |  |       |  |  | Giovanni dalle Bande Nere |  |  |                      |  |
|                         |                       | Maria Salviati                   | Jacopo Salviati                       |  |  |       |  |  |                           |  |  |                      |  |
|                         |                       | Maria Salviati                   | Jacopo Salviati                       |  |  |       |  |  |                           |  |  |                      |  |
|                         |                       | Maria Salviati                   | Lucrezia di Lorenzo de' Medici        |  |  |       |  |  |                           |  |  |                      |  |
| Ferdinando I de' Medici |                       | Maria Salviati                   |                                       |  |  |       |  |  |                           |  |  |                      |  |
|                         |                       | Pedro Álvarez de Toledo y Zúñiga | Fadrique Álvarez de Toledo y Enríquez |  |  |       |  |  |                           |  |  |                      |  |
|                         |                       | Pedro Álvarez de Toledo y Zúñiga | Fadrique Álvarez de Toledo y Enríquez |  |  |       |  |  |                           |  |  |                      |  |
|                         |                       | Pedro Álvarez de Toledo y Zúñiga | Isabel de Zúñiga                      |  |  |       |  |  |                           |  |  |                      |  |
| Eleonora di Toledo      |                       | Pedro Álvarez de Toledo y Zúñiga |                                       |  |  |       |  |  |                           |  |  |                      |  |
|                         |                       | María Osorio y Pimentel          | Luis Pimentel y Pacheco               |  |  |       |  |  |                           |  |  |                      |  |
|                         |                       | María Osorio y Pimentel          | Luis Pimentel y Pacheco               |  |  |       |  |  |                           |  |  |                      |  |
|                         |                       | María Osorio y Pimentel          | Juana Osorio                          |  |  |       |  |  |                           |  |  |                      |  |
| Cosimo II de' Medici    |                       | María Osorio y Pimentel          |                                       |  |  |       |  |  |                           |  |  |                      |  |
|                         | Francesco I di Lorena | Antonio di Lorena                |                                       |  |  |       |  |  |                           |  |  |                      |  |
|                         | Francesco I di Lorena | Antonio di Lorena                |                                       |  |  |       |  |  |                           |  |  |                      |  |
|                         | Francesco I di Lorena | Renata di Borbone-Montpensier    |                                       |  |  |       |  |  |                           |  |  |                      |  |
| Carlo III di Lorena     | Francesco I di Lorena |                                  |                                       |  |  |       |  |  |                           |  |  |                      |  |
|                         |                       | Cristina di Danimarca            | Cristiano II di Danimarca             |  |  |       |  |  |                           |  |  |                      |  |
|                         |                       | Cristina di Danimarca            | Cristiano II di Danimarca             |  |  |       |  |  |                           |  |  |                      |  |
|                         |                       | Cristina di Danimarca            | Isabella d'Asburgo                    |  |  |       |  |  |                           |  |  |                      |  |
| Cristina di Lorena      |                       | Cristina di Danimarca            |                                       |  |  |       |  |  |                           |  |  |                      |  |
|                         |                       | Enrico II di Francia             | Francesco I di Francia                |  |  |       |  |  |                           |  |  |                      |  |
|                         |                       | Enrico II di Francia             | Francesco I di Francia                |  |  |       |  |  |                           |  |  |                      |  |
|                         |                       | Enrico II di Francia             | Claudia di Francia                    |  |  |       |  |  |                           |  |  |                      |  |
| Claudia di Valois       |                       | Enrico II di Francia             |                                       |  |  |       |  |  |                           |  |  |                      |  |
|                         |                       | Caterina de' Medici              | Lorenzo de' Medici duca di Urbino     |  |  |       |  |  |                           |  |  |                      |  |
|                         |                       | Caterina de' Medici              | Lorenzo de' Medici duca di Urbino     |  |  |       |  |  |                           |  |  |                      |  |
|                         |                       | Caterina de' Medici              | Maddalena de La Tour d'Auvergne       |  |  |       |  |  |                           |  |  |                      |  |
|                         |                       | Caterina de' Medici              |                                       |  |  |       |  |  |                           |  |  |                      |  |

### Ascendenza patrilineare
1. Medico di Potrone, 1046-1102
2. Bono di Potrone, 1069-1123
3. Bernardo di Potrone, 1099-1147
4. Giambuono de' Medici, 1131-1192
5. Chiarissimo de' Medici, 1167-1210, legato a Siena
6. Filippo de' Medici, detto "Lippo", ?-?
7. Averardo de' Medici, morto nel 1286
8. Averardo de' Medici, morto nel 1318, gonfaloniere di Giustizia (1314)
9. Salvestro de' Medici, detto "Chiarissimo", morto nel 1319, legato a Venezia
10. Averardo de' Medici, detto "Bicci", morto nel 1363
11. Giovanni di Bicci de' Medici, 1360-1429
12. Lorenzo di Giovanni de' Medici, 1395-1440
13. Pierfrancesco di Lorenzo de' Medici, 1430-1476
14. Giovanni di Pierfrancesco de' Medici, 1467-1498
15. Giovanni delle Bande Nere, 1498-1526
16. Cosimo I de' Medici, granduca di Toscana, 1519-1574
17. Ferdinando I de' Medici, granduca di Toscana, 1549-1609
18. Cosimo II de' Medici, granduca di Toscana, 1590-1621